# Belejringen af Veracruz
Belejringen af Veracruz var en 20 dage lang belejring af den vigtige havneby Veracruz i Mexico, som blev gennemført under den Mexicansk-amerikanske krig. Den fandt sted fra den 9. marts – 29. marts 1847 og blev indledt med den første større amfibieoperation udført af USA's militære styrker. Belejringen sluttede med overgivelse og besættelse af byen. Derefter marcherede de amerikanske styrker ind i landet mod Mexico City.

## Baggrund
Efter slagene ved Monterrey og Buena Vista ophørte kamphandlingerne i det nordlige Mexico. Meget af Zachary Taylors besættelseshær blev overført til generalmajor Winfield Scott efter slaget ved Monterrey. Efter at have overvejet det næste skridt nåede Scott og myndighederne i Washington DC til enighed om, at der skulle foretages en landgang ved Veracruz, hvilket ville give amerikanerne et udgangspunkt for en march ind i landet.
Mexicos militære efterretningsvæsen kendte til de amerikanske planer om at angribe Veracruz, men intern uro i regeringen forhindrede den i at sende de afgørende forstærkninger, før det amerikanske angreb begyndte.

### Styrker

#### De forenede Stater
Under sin kommando havde Scott 12.000 tropper i 3 divisioner.
- 1st Division af regulære — William J. Worth
- 2nd Division af regulære — David E. Twiggs
- 3rd Division af frivillige — Robert Patterson

Worth's og Twiggs faste styrker havde tidligere været i kamp ved slaget om Monterrey, og to af Pattersons brigader blev ledet af af generaler med betydelige evner: John A. Quitman og James Shields. I ekspeditionen indgik også en kavaleribrigade under William S. Harney. Flåden under kommandørkaptajn David Conner skulle sørge for artilleristøtte. Scott forlangte særlige landgangsbåde til ekspeditionen, og de blev fremstillet i Philadelphia af George M. Totten.

#### Mexico
Veracruz blev dengang betragtet som den stærkeste fæstning på den vestlige halvkugle. Brigadegeneral Juan Morales kommanderede en garnison på 4.390 mand, som bemandede 3 store forter, som beskyttede Veracruz:
- Fort Santiago — i den sydlige ende af byen
- Fort Concepción — i den nordlige ende af byen.

Disse to forter havde en besætning på i alt 3.360 mand
- Fort San Juan de Ulúa — ud for kysten på Gallega revet. General Jose Duran med 1.030 mænd.

Byen selv var fuldstændig omgivet af en 4,5 meter høj mur. Forsvarsværkerne indeholdt omkring 235 kanoner, heraf 135 alene i Fort Ulúa alene. Det mentes, at selv om byen skulle falde, kunne Ulúa holdes meget længere og dermed holde byens havn lukket. Da Morales' garnison var lille i antal besluttede han ikke at møde amerikanerne i åbent slag og blev i stedet inde i fæstningen. På denne måde efterlod han strandene ubeskyttede, hvilket var et fristende mål for Scotts hær.

## Landsætninger
Den amerikanske hær og flåde ankom til Veracruz i begyndelsen af marts. Scott undersøgte forsvarsværkerne og konkluderede, at byen ikke kunne erobres med artilleribeskydning alene.
Han valgte, at landsætningerne skulle foregå ved Collado-stranden 5 km syd for byen.
1. division under Worth blev valgt til at gennemføre landsætningen. Connors skibe sejlede ind til 80 meter fra stranden for at yde dækningsild om nødvendigt. Kl. 3.30 den 9. marts blev den første division roet i land i de særlige landgangsbåde. Lige før hovedstyrken nåede land, skød en let båd frem og general Worth hoppede ud i det skulderdybe vand og vadede ind på stranden for at være den første mand i land. Hele Worth's division landede, uden at et skud blev løsnet.
Kl. 23 den første dag var hele Scotts hær landsat.

## Belejring

### Omringning
Da først de var kommet i land, begyndte Pattersons division at marchere nordpå for at gennemføre en fuldstændig omringning af byen. En af Pattersons brigader under Gideon Pillow jog mexicansk kavaleri væk fra Malibran, hvilket afskar byens vandforsyning.
Det lykkedes Quitman og Shields at jage kavaleri væk, som forsøgte at forhindre omringningen.
Tre dage senere havde amerikanerne etableret en 12 km lang belejringslinie fra Collado i syd til Vergana i nord.

### Belejring
En storm blæste op og forhindrede Scott i at landsætte sine belejringskanoner i nogle dage. I mellemtiden var belejrerne generet af folk, som forlod byen samt af guerillaangreb.
Oberst Juan Aquayo brugte stormen som dække for at liste Alvarado-garnisonen ind i Veracruz.
General Patterson udtrykte som sin holdning, at byen skulle tages med storm. Scott afviste den ide, idet han sagde, at han ikke ønskede at miste mere end 100 mand. Den 18. marts ankom artilleriet, og Scott konkluderede, at han kunne indtage byen med det, han havde til rådighed,
men ikke Fort Ulúa.
Den 21. marts vendte kommandørkaptajn Matthew C. Perry, Conners næstkommanderende, tilbage fra Norfolk i Virginia efter at have fået udført reparationer på USS Mississippi, med ordre om at afløse Connor som øverstkommanderende i eskadren. Perry og Connor mødtes med Scott om flådens rolle i belejringen, og Perry tilbød 6 kanoner, som skulle bemandes af søfolk fra skibene. Tilbage på land, under ledelse af kaptajn Robert E. Lee, var et kanonbatteri under opførelse godt 600 meter fra byens mure med belejringsskyts fra hær og flåde. Den 22. marts afviste Morales et krav om overgivelse fra Scott, og de amerikanske kanoner åbnede ild. De mexicanske batterier returnerede ilden med præcisionsskydning, men der var kun var få amerikanske tab. Congreve raketter blev skudt ind i forsvarsstillingerne og antændte en brand i Fort Santiago, som drev de mexicanske kanonerer væk fra deres post. Mexicanernes moral begyndte at synke.
den 24. marts fangede Persifor F. Smith's brigade en mexicansk soldat med rapporter om, at Antonio López de Santa Anna var på vej med en hær fra Mexico City for at undsætte Veracruz. Scott sendte oberst William S. Harney af sted med 100 dragoner for at slå alarm, hvis de Santa Anna nærmede sig. Harney rapporterede, at der var 2.000 mexicanere og et artilleribatteri ikke langt væk og bad om forstærkninger. General Patterson ledte en blandet gruppe af frivillige og dragoner til hjælp for Harney og trængte styrken væk fra dens stillinger.

### Overgivelse
Med sådanne rapporter blev Scott utålmodig over belejringen og begyndte at planlægge et angreb på byen. Den 25. marts bad mexicanerne om en våbenstilstand for at diskutere kapitulationsbetingelser. De mexicanske myndigheder tryglede om at lade kvinder og børn forlade byen. Scott afslog, idet han antog, at dette var en forhalingstaktik og fortsatte beskydningen med artilleri. Den 25. marts trådte Morales' næstkommanderende general José Juan Landero til for at spare sin overordnede for ydmygelsen ved overgivelse og bad om våbenstilstand. Tre dages forhandlinger fulgte. Den 29. marts overgav mexicanerne officielt deres garnisoner i Veracruz og Fort Ulúa.

## Resultat
Tolv dages bombardement, som resulterede i overgivelsen af Veracruz, åbnede Mexicos østkyst for de amerikanske styrker. Scott havde holdt sit løfte om minimale tab: 13 døde. En anden faktor, som Scott havde mindre kontrol over, var den gule feber, som var begyndt at ramme hans hær. Scott igangsatte straks sin plan om at efterlade en lille garnison i Veracruz og marchere ind i landet, hvor hans første mål var Xalapa. Hen ad vejen skulle Scott møde en betydelig mexicansk hær under Santa Anna i Slaget ved Cerro Gordo.